# Godred Crovan
Godred Crovan (antico irlandese: Gofraid mac meic Arailt, Gofraid Méranech; Guðrøðr) (Isola di Man, ... – Islay, 1095) è stato un re vichingo-gaelico di Dublino e dell'isola di Man nella seconda metà dell'XI secolo. L'epiteto di Godred, Crovan, può significare "mano bianca" (medio irlandese: crobh bhan). Nel folclore di Man è conosciuto come Re Orry.

## Genealogia e gioventù
La notizia della morte di Godred negli Annali di Tigernach lo definisce Gofraid mac meic Aralt o Godred, figlio del figlio di Harald. Si ipotizza quindi che Godred fosse figlio o nipote di re Ímar mac Arailt (o Ivar Haraldsson) il quale regnò su Dublino dal 1038 al 1046, e che a sua volta aveva Sigtrygg Barba di Seta come zio e Amlaíb Cuarán come nonno. Le Cronache di Man definiscono Godred come il figlio di Harald il Nero di Ysland, interpretabile come Islay, Irlanda o Islanda, e quindi sarebbe un sopravvissuto della sconfitta di Harald III di Norvegia nella battaglia di Stamford Bridge del 25 settembre 1066. Dicono che trovò rifugio assieme al parente Godred Sigtryggsson, allora Re di Man. Gli Annali irlandesi dicono che Godred era sottomesso al re irlandese di Dublino, Murchad figlio di Diarmait mac Maíl na mBó di Uí Cheinnselaig. Godred Sigtryggsson e Murchad morirono entrambi nel 1070, ed il governo dell'Isola di Man passò in mano al figlio di Godred, Fingal.

## Invasioni dell'Isola di Man
Riguardo al 1079 le Cronache di Man dicono che Godred invase l'Isola di Man tre volte.

## Conquista e perdita di Dublino
Le "Cronache" dicono, e le fonti irlandesi confermano, che Godred conquistò Dublino, anche se la data è sconosciuta. Gli Annali dell'Ulster dicono che nel 1087 "i nipoti di Ragnall" furono uccisi durante una spedizione sull'isola di Man. Nel 1094 Godred fu cacciato da Dublino per mano di Muircheartach Ua Briain. Morì l'anno seguente, "di pestilenza" secondo gli Annali dei Quattro Maestri, ad Islay.

## Eredità e retaggio
Godred lasciò tre figli conosciuti, Lagmann, Olaf ed Harald. Harald fu accecato da Lagmann e scomparve dai registri, ma i discendenti di Lagmann ed Olaf governarono le Ebridi fino alla ascesa di Somerled e dei suoi figli, e l'isola di Man fino al 1265 ed alla sua annessione da parte di Alessandro III, Re di Scozia. Nel 1275 Godred, figlio dell'ultimo re di Man, tentò di riconquistare l'isola.